# Alexander De Svéd
Alexander De Svéd, noto anche come Alexander Svéd, nomi d'arte di Alexander Sándor Von Svéd (Budapest, 29 maggio 1906 – Vienna, 9 gennaio 1979), è stato un baritono ungherese.

## Biografia
Dotato di voce corposa e di colore brunito, si può considerare italiano per formazione artistica: dopo aver iniziato gli studi in patria, si perfezionò infatti in Italia col baritono Mario Sammarco, ma fondamentali per la sua crescita artistica furono i consigli di tecnica vocale di Riccardo Stracciari. Debuttò a Budapest nel ruolo del Conte di Luna ne Il trovatore.
Fu tra i maggiori interpreti del suo tempo, apparendo nei principali teatri internazionali, come il Metropolitan di New York, il Covent Garden di Londra e la Staatsoper di Vienna, con la direzione di importanti maestri, quali Victor de Sabata, Bruno Walter, Wilhelm Furtwängler. Per circa un trentennio si esibì anche nei principali teatri italiani: Milano, Roma, Firenze, Torino. Nel 1950 rientrò a Budapest, dove fu scritturato al Teatro dell'Opera, per chiudere la carriera nel 1956. Si stabilì poi a Stoccarda, dove si dedicò all'insegnamento.
Il repertorio comprendeva una cinquantina di titoli, dal mozartiano Don Giovanni a quelli verdiani, ampliato nel tempo con opere di Wagner (Parsifal, Lohengrin), Puccini, Leoncavallo, Mascagni. Ha lasciato una trentina di incisioni discografiche, registrate negli anni quaranta per le case La voce del padrone, Cetra e Polygram. Va ricordata inoltre la partecipazione a due film: Sein letztes Modell (1937), regia di Rudolf Van Der Noss, e Mária Növér (1937), regia di Viktor Gartler.

## Repertorio
- Wolfgang Amadeus Mozart
  - Don Giovanni (Don Giovanni)
- Gioachino Rossini
  - Il barbiere di Siviglia (Figaro)
  - Guglielmo Tell (Guglielmo Tell)
- Gaetano Donizetti
  - Lucia di Lammermoor (Lord Enrico Ashton)
- Giuseppe Verdi
  - Il trovatore (Il conte di Luna)
  - Rigoletto (Rigoletto)
  - La traviata (Giorgio Germont)
  - Un ballo in maschera (Riccardo)
  - Aida (Amonasro)
  - Otello (Jago)
  - Simon Boccanegra (Simon Boccanegra)
  - Macbeth (Macbeth)
  - La forza del destino (Don Carlo di Vargas)
  - Falstaff (Falstaff)
- Amilcare Ponchielli
  - La Gioconda (Barnaba)
- Charles Gounod
  - Faust (Valentine)
- Georges Bizet
  - Carmen (Escamillo)
- Richard Wagner
  - Tannhäuser (Wolfram)
  - Parsifal (Amfortas)
  - Lohengrin (Telramund)
  - Tristano e Isotta (Kurwenal)
- Giacomo Puccini
  - Tosca (Scarpia)
- Pietro Mascagni
  - Cavalleria rusticana (Alfio)
  - Nerone (Epafrodito)

## Discografia
- Aida (estratti, in tedesco e svedese), con Mária Németh, Jussi Björling, Kerstin Thorborg, dir. Victor de Sabata - dal vivo Vienna 1936 ed. HRE
- Aida (estratti, in italiano e tedesco), con Mária Németh, Beniamino Gigli, Rosette Anday, dir. Karl Alwin - dal vivo Vienna 1937 ed. GOP
- Aida (selez., in tedesco), con Mária Németh, Todor Mazaroff, Kerstin Thorborg, dir. Bruno Walter - dal vivo Vienna 1937 ed. Kock-Schwann
- Un ballo in maschera, con Jussi Bjorling, Zinka Milanov, Bruna Castagna, dir. Ettore Panizza - dal vivo Met 1940 ed. Myto/Arkadia
- Tosca, con Grace Moore, Frederick Jagel, dir. Ettore Panizza - dal vivo Met 1942 ed. Bensar
- Tosca, con Stella Roman, Ferruccio Tagliavini, dir. Walter Herbert - dal vivo Città del Messico 1946 ed. EJS